# Зудилов, Иван Сергеевич
Иван Сергеевич Зудилов (1919—1980) — полковник Советской Армии, участник Великой Отечественной войны, Герой Советского Союза (1942).

## Биография
Иван Зудилов родился 8 июня 1919 года в деревне Крутово (ныне — Гороховецкий район Владимирской области). Окончил среднюю школу и аэроклуб в Вязниках. В 1938 году Зудилов был призван на службу в Рабоче-крестьянскую Красную Армию. В 1939 году он окончил Чкаловскую военную авиационную школу лётчиков. С первого дня Великой Отечественной войны — на её фронтах, в первый же день войны сбил немецкий самолёт.
К февралю 1942 года младший лейтенант Иван Зудилов командовал звеном 163-го истребительного авиаполка 7-й смешанной авиадивизии Калининского фронта. К тому времени он совершил 125 боевых вылетов, принял участие в 19 воздушных боях, сбив 9 вражеских самолётов лично и ещё 3 — в группе.
Указом Президиума Верховного Совета СССР «О присвоении звания Героя Советского Союза начальствующему и рядовому составу Красной Армии» от 5 мая 1942 года за «образцовое выполнение боевых заданий командования на фронте борьбы с немецкими захватчиками и проявленные при этом отвагу и геройство» удостоен звания Героя Советского Союза с вручением ордена Ленина и медали «Золотая Звезда» за номером 1034.
Вскоре получил ранение в бою, перестав слышать на одно ухо, но сумел обойти комиссии. Прошёл всю войну от Курской дуги до Берлина. Летал на самолётах «И-16», «ЛаГГ-3», «Як-1», «Як-7», «Як-9». Всего за время своего участия в боевых действиях Зудилов совершил 378 боевых вылетов, принял участие в 100 воздушных боях, сбив 26 вражеских самолёта лично и ещё 5 — в составе группы. После окончания войны он продолжил службу в Советской Армии. В 1949 году Зудилов окончил Военно-воздушную академию. В 1961 году в звании полковника он был уволен в запас. Проживал в Одессе, умер 7 октября 1980 года.
Был также награждён четырьмя орденами Красного Знамени,  орденом Александра Невского и орденом Красной Звезды, рядом медалей.
В честь Зудилова названа школа на его родине.

## Память
- Мемориальная доска в память о Зудилове установлена Российским военно-историческим обществом на здании Денисовской средней школы Гороховецкого района, где он учился.